# 南昌会战

南昌會戰是中国抗战时期1939年春夏之际，中日双方以争夺江西省会南昌城为目标展开的会战。该会战是武漢會戰後，中國軍隊抵禦日本有限攻勢的首次會戰，也是中日正面戰場進入相持階段後中日軍隊的首次大戰。中方参战部队为薛岳指挥的第九戰區，日方参战部队为冈村宁次指挥的第11军。会战中，国军29军军长陈安宝阵亡。日方称南昌作战，代号“仁号作战”。

## 背景
1938年底武漢會戰結束後，重慶國民政府棄守了武漢三鎮，但戰力大部分成功轉移至周邊戰區；由長江北岸為進攻主軸線的日軍佔領該地後，面臨主要的困局便是補給線不穩的隱患。
在進攻武漢三鎮的過程中，日軍雖有計劃向長江南岸掃蕩，但是主攻部隊受挫，這個戰術行動在當時並未貫徹；因此國民政府第九戰區部隊仍控制住大部分的江西省，包括鄱陽湖平原，以及周遭水系。這對攻占武漢的日軍可謂芒刺在背-位處長江下游的國軍可使用佈置水雷、或是利用南昌機場供戰機炸射長江水路的日軍後勤線，對日軍後續戰力施展都造成阻礙。因此，日軍在短暫的休整時日過後，首先便是計劃拔除長江中下游的國軍兵力，而作為當時第九戰區指揮部且為江西省水陸交通重鎮的南昌，便成為日軍下一波攻勢的主要目標。

## 过程
南昌会战主要围绕南昌城的保卫和反攻展开：第一阶段日军进攻南昌，中日双方在南浔沿线、武宁、万家埠、乐化、安义、靖安、奉新、南昌市区等地发生战斗，结果为日军突破防线攻陷南昌城；第二阶段中国军队反攻南昌，双方在高安、奉新、大城、西山万寿宫、生米街、市汊街、璜溪激战，结果为中方失利撤退。

### 保卫南昌
1939年春，日军向南昌进攻，中国第九战区副司令长官罗卓英将军率部迎战，日军在南昌附近修水防线遭受重大伤亡后使用毒气突破中国防线，随后攻陷南昌。

### 反攻南昌
1939年4月，在中国第三十二集团军上官云相指挥下逆袭南昌，试图收复该城，在日军顽强抵抗下中国军队付出重大伤亡后停止进攻。

## 影響
南昌是东南重镇，当时中方辖区下重要的交通枢纽和战略基地，南昌城失陷使得江西核心区域沦陷，第3戰區與大後方的聯絡陷於困境，浙赣铁路被切断，軍事补给只能依賴浙贛兩省的公路線，東南各省未淪陷地區的處境更加困難，日本在南中国的势力范围进一步扩大。